# Alexandr Vasilevskij
Alexandr Michajlovič Vasilevskij (18. záříjul./ 30. září 1895greg., Novaja Golčicha — 5. prosince 1977, Moskva) byl sovětský voják a vojevůdce, maršál Sovětského svazu. Od května 1942 byl také náčelníkem generálního štábu a podílel se na plánování téměř všech velkých operací Rudé armády.

## Úvod
Narodil se 30. září 1895 v Nové Golčiše v Kiněšmanském újezdě (dnes součást města Vičuga). Studoval bohosloví v Kostromě. Během první světové války dosáhl hodnosti kapitána. Za revoluce se přidal k bolševikům a stal se poměrně úspěšným velitelem.

## Předválečné období
Po roce 1921 velel 48. tverské střelecké divizi. V letech 1934–1936 působil jako náčelník oddílu bojové přípravy v Povolžském vojenském okruhu a byl povýšen na plukovníka. V roce 1937 dokončil Frunzeho akademii Generálního štábu a byl jmenován náčelníkem operativní přípravy v Generálním štábu. Jeho služební postup zpomalovalo to, že neměl žádné sovětské vyznamenání a nebyl členem Komunistické strany SSSR. To „napravil“ v roce 1938, už jako člen Generálního štábu. Zúčastnil se plánování útoku na Finsko, kterého se též účastnil a byl i u podpisu mírové dohody. Od dubna 1940 se podílel na plánování případné války s Německem.

## Druhá světová válka
Od 1. srpna 1941 byl již jako generálmajor jmenován zástupcem náčelníka generálního štábu pro operativní činnost. V říjnu při postupu Wehrmachtu na Moskvu se podílel na obranných bojích okolo Možajsku a byl povýšen na generálporučíka. Od dubna do května 1942 se účastnil u Severozápadního frontu pokusu o likvidaci Demjanského předmostí. V květnu 1942 vystřídal nemocného maršála Šapošnikova ve funkci náčelníka generálního štábu a byl povýšen na generálplukovníka. Poté, co v červnu 1942 padl generál Vlasov i s 2. armádou u Leningradu do zajetí, plánoval společně s velitelem Volchovského frontu Kirilem Mereckovem vyvedení vojska z obklíčení. V červenci 1942 byl poslán na stalingradskou frontu a společně s G. K. Žukovem se podílel na obklíčení a porážce Němců u Stalingradu. Dne 16. února 1943 byl povýšen na maršála SSSR, což byl neobvyklý skok, protože armádním generálem byl jmenován teprve před 29 dny. (jeho postup vzhůru byl v sovětské armádě nejrychlejším ze všech vojáků, co titul maršála SSSR kdy obdrželi). Poté se podílel na takových operacích jako Kursk, Donbas, Krym-Sevastopol. Dne 29. července 1944 mu byl udělen titul Hrdina Sovětského svazu. Účastnil se též jaltské konference. Od února 1945 velel 3. běloruskému frontu a velel útoku (vyjednávání) na Kaliningradskou pevnost. V srpnu 1945 velel vojskům na Dálném východě v boji proti Japoncům. Za úspěšné vedení operací na Dálném východě mu byl dne 8. září 1945 udělen druhý titul Hrdina Sovětského svazu.

## Poválečné období
V letech 1946–1949 působil ve funkci náčelníka Generálního štábu Rudé armády a 1. náměstka ministra obrany SSSR. V roce 1949 se stal ministrem obrany SSSR. V této funkci strávil sedm let, poté byl nahrazen G. K. Žukovem a jmenován jeho náměstkem. Krátce nato však byl roku 1957 společně s Žukovem penzionován. Od roku 1959 působil ve Skupině generálních inspektorů ministerstva obrany.
Jeho syn se stal Žukovovým zetěm.
Zemřel 5. prosince 1977 v Moskvě a je pohřben na Rudém náměstí u Kremelské zdi.